# میکائیل ناد
میکائیل ناد (انگلیسی: Mickaël Nadé؛ زادهٔ ۴ مارس ۱۹۹۹) بازیکن فوتبال اهل فرانسه است.
از باشگاه‌هایی که در آن بازی کرده‌است می‌توان به باشگاه فوتبال سن-اتین اشاره کرد.